# نینا زیزیچ
نینا زیزیچ (به انگلیسی: Nina Žižić) (زاده ۲۰ آوریل ۱۹۸۵) خواننده مونته‌نگرویی است.
او در مسابقه آواز یوروویژن ۲۰۱۵ و یوروویژن ۲۰۲۵ نماینده مونته‌نگرو بود.